# Киселёв, Олег Валерьевич
Олег Валерьевич Киселёв (род. 14 марта 1978, Алма-Ата, Казахская ССР, СССР) — российский профессиональный баскетболист и тренер, игравший на позиции атакующего защитника.

## Карьера тренера
В 2009 году Киселёв работал в тренерском штабе сборной Казахстана, приведя её к 9 месту на чемпионате Азии.
За 8 лет тренерской карьеры в Казахстане Киселёв выиграл золото чемпионата Казахстана (2016) и 4 раза завоёвывал бронзу (2009, 2012, 2013, 2014). В сезоне 2015/2016 возглавляемые им «Барсы Атырау» стали первыми в регулярном чемпионате, а затем в финальной серии плей-офф со счётом 3:0 взяли верх над «Астаной».
В январе 2017 года Киселёв стал главным тренером молодёжной команды «Автодора». Под его руководством саратовская «молодёжка» одержала 6 побед при 12 поражениях и по итогам «Финала восьми» финишировала на 6 месте в Единой молодёжной Лиге ВТБ.
По окончании сезона 2016/2017 Киселёв вернулся в Казахстан, где заключил контракт с «Алматинским Легионом».

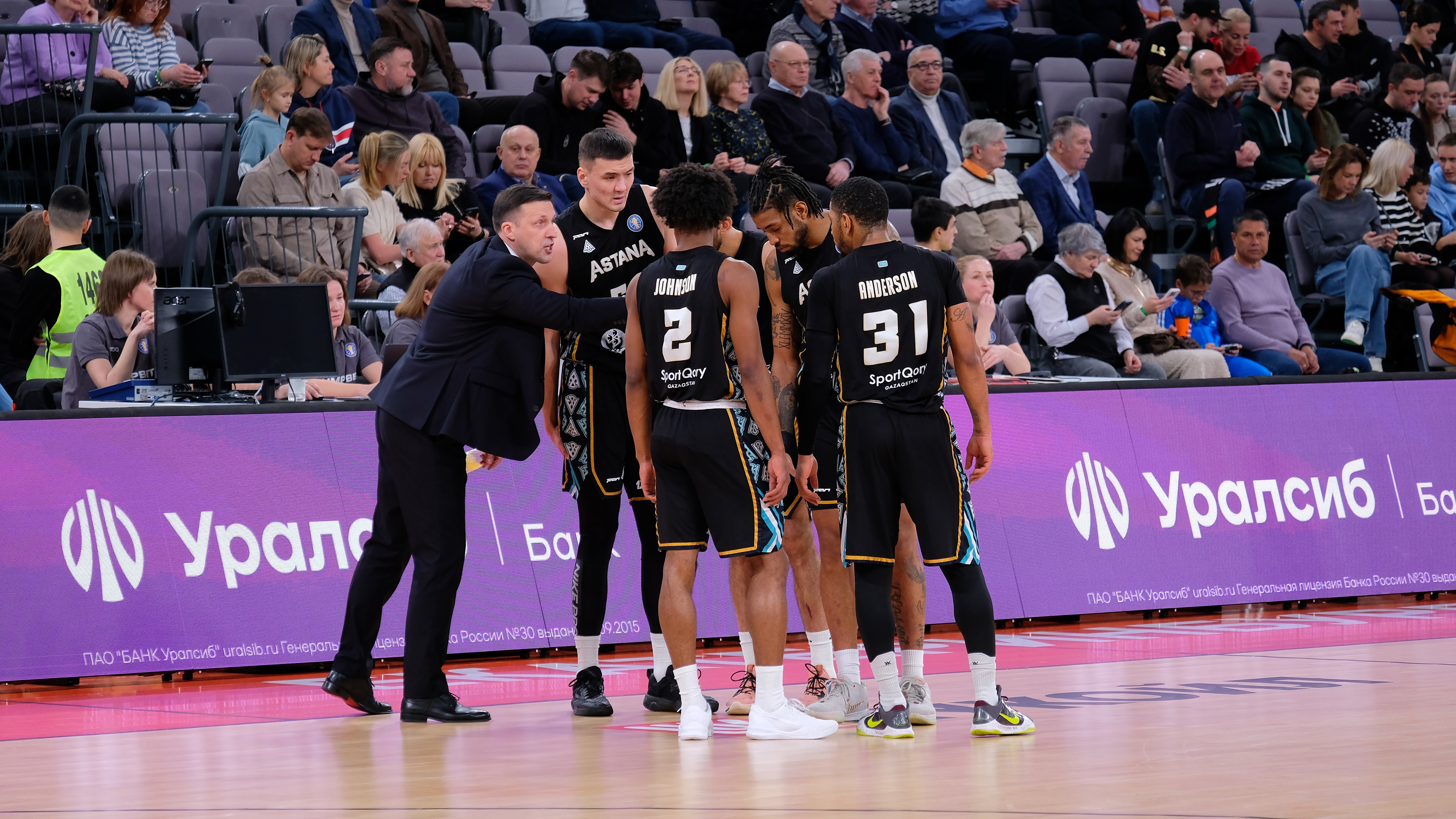
Олег Киселёв во главе тренерского штаба «Астаны»

В июне 2022 года Киселёв был назначен главным тренером «Астаны» и сборной Казахстан.
В сезоне 2022/2023 «Астана» под руководством Киселёва стала бронзовым призёром Западно-Азиатской Суперлиги, чемпионом Казахстана и победителем Кубка Казахстана.
В ноябре 2024 года Киселёв возглавил Динамо (Грозный).

## Достижения

### В качестве игрока
- Бронзовый призёр чемпионата России (2): 1998/1999, 1999/2000

### В качестве тренера
- Бронзовый призёр Западно-Азиатской Суперлиги: 2022/2023
- Чемпион Казахстана (2): 2015/2016, 2022/2023
- Бронзовый призёр чемпионата Казахстана (4): 2008/2009, 2011/2012, 2012/2013, 2013/2014, 2018/2019
- Чемпион Высшей лиги Казахстана: 2017/2018
- Обладатель Кубка Казахстана: 2023